# 동대문구답십리도서관
동대문구답십리도서관(Dongdaemun-gu Dapsimni Library)은 서울특별시 동대문구에 위치한 공공 도서관이다. 

## 연혁
답십리도서관은 2014년 4월 3일에 개관하였다. 2014년부터 동대문구시설관리공단이 수탁 운영하기 시작하였다.
2017년 제54회 전국도서관대회 도서관 운영 평가에서 문화체육관광부 장관상을 수상하였고, 같은 해 "도서관 협력 세미나"에서 "도서관 빅데이터 우수 운영 기관"으로 선정되어 문화체육관광부 장관상을 수상하였다.
2019년에는 전국 도서관 운영평가 최우수도서관으로 선정되어 제56회 전국도서관대회 개막식에서 대통령상을 수상했다.

## 같이 보기
- 동대문구정보화도서관